# Takumi Shimohira
Takumi Shimohira (født 6. oktober 1988) er en japansk fodboldspiller, som spiller for den japanske fodboldklub JEF United Chiba.